# Pont de Torre de Dona Chama
Le pont de Torre de Dona Chama (en portugais : Ponte de pedra sobre o rio Tuela, Ponte romana sobre o rio Tuela) est un ancien pont romain situé dans la freguesia de Torre de Dona Chama (pt), municipalité de Mirandela, district de Bragance, au Portugal,.
Il est classé Monument national depuis 1982

## Historique
Il enjambe la rivière Tuela, à environ 6,50 m au-dessus du niveau de l'eau, sur la route nationale 206. Ce pont romain a nécessité des modifications ultérieures.
Ce pont de pierre en granite se compose de :
- Six arches en plein cintre, d'un rayon d'environ 4,40 m, avec des piles prismatiques au voussoirs en pierre de taille,
- Un tablier horizontal doté de garde-corps, d'environ 100 m de long et de 6,30 m de large.

## Galerie

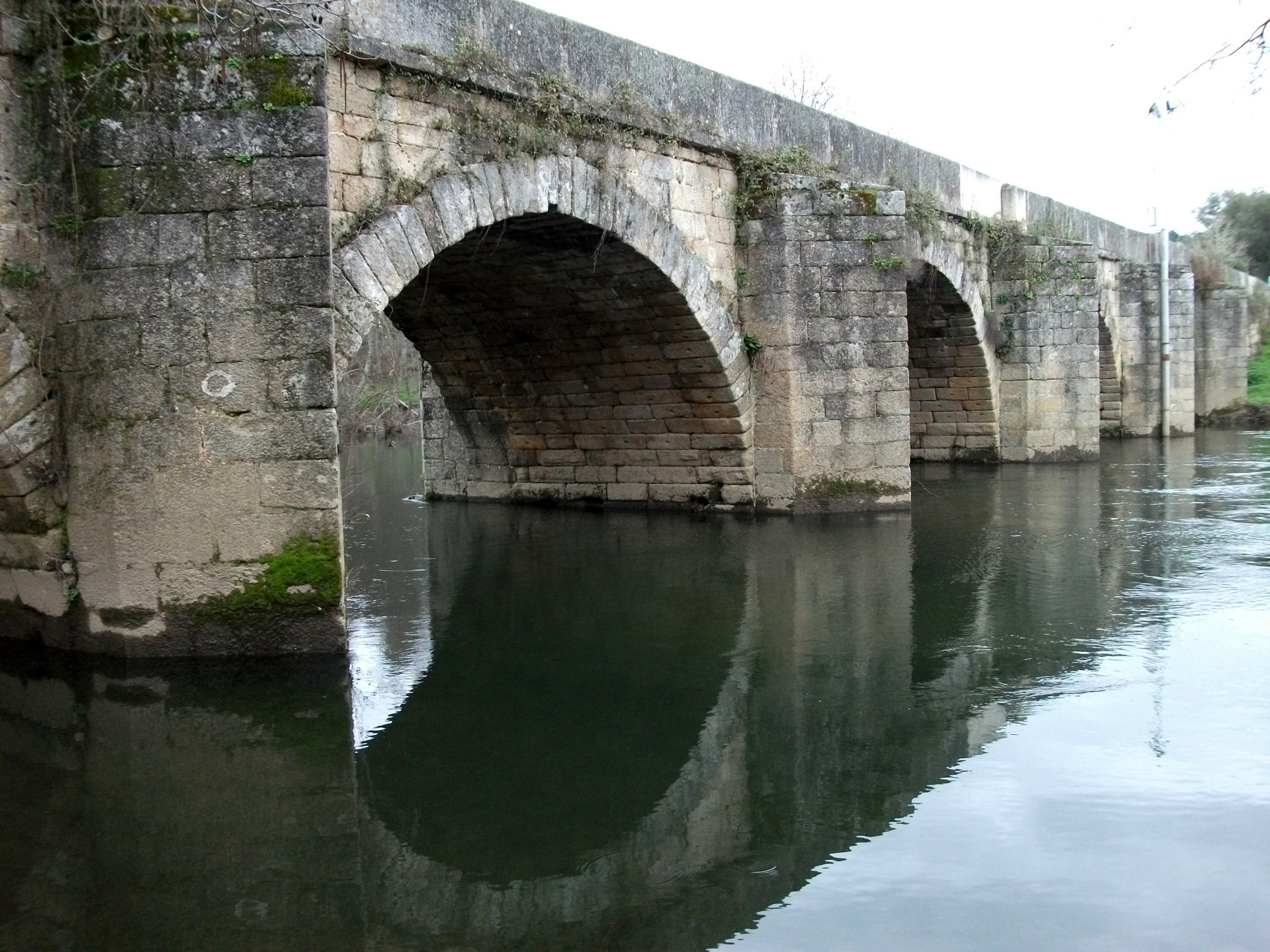
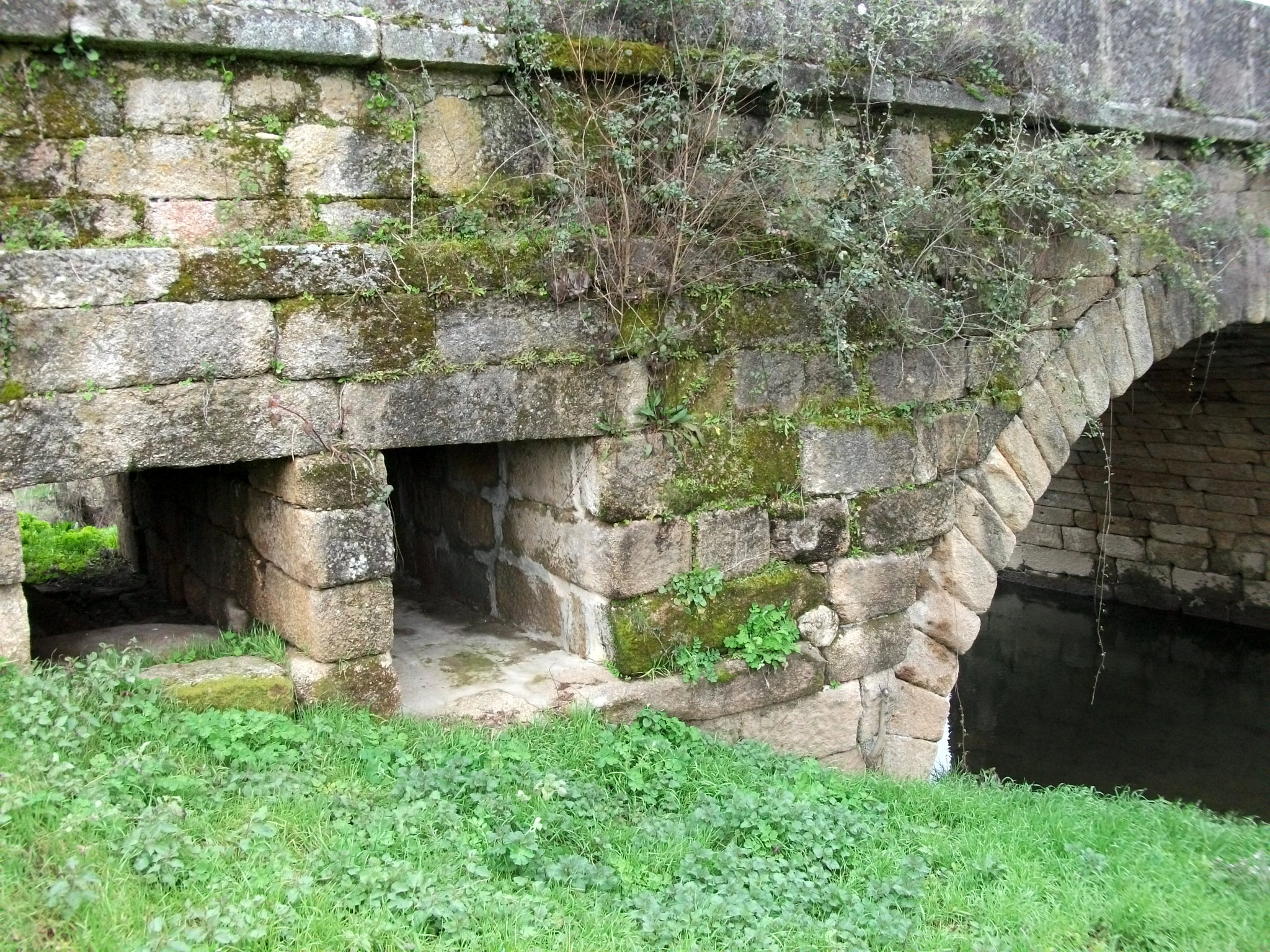